# اتحاد تيمور الشرقية لكرة القدم
تأسس اتحاد تيمور الشرقية لكرة القدم (بالبرتغالية: Federação de Futebol de Timor-Leste‏) في عام 2002م وانضم إلى الاتحاد الآسيوي لكرة القدم في 2002م ثم انضم إلى الاتحاد الدولي لكرة القدم في 2005م.